# 孔毓珣

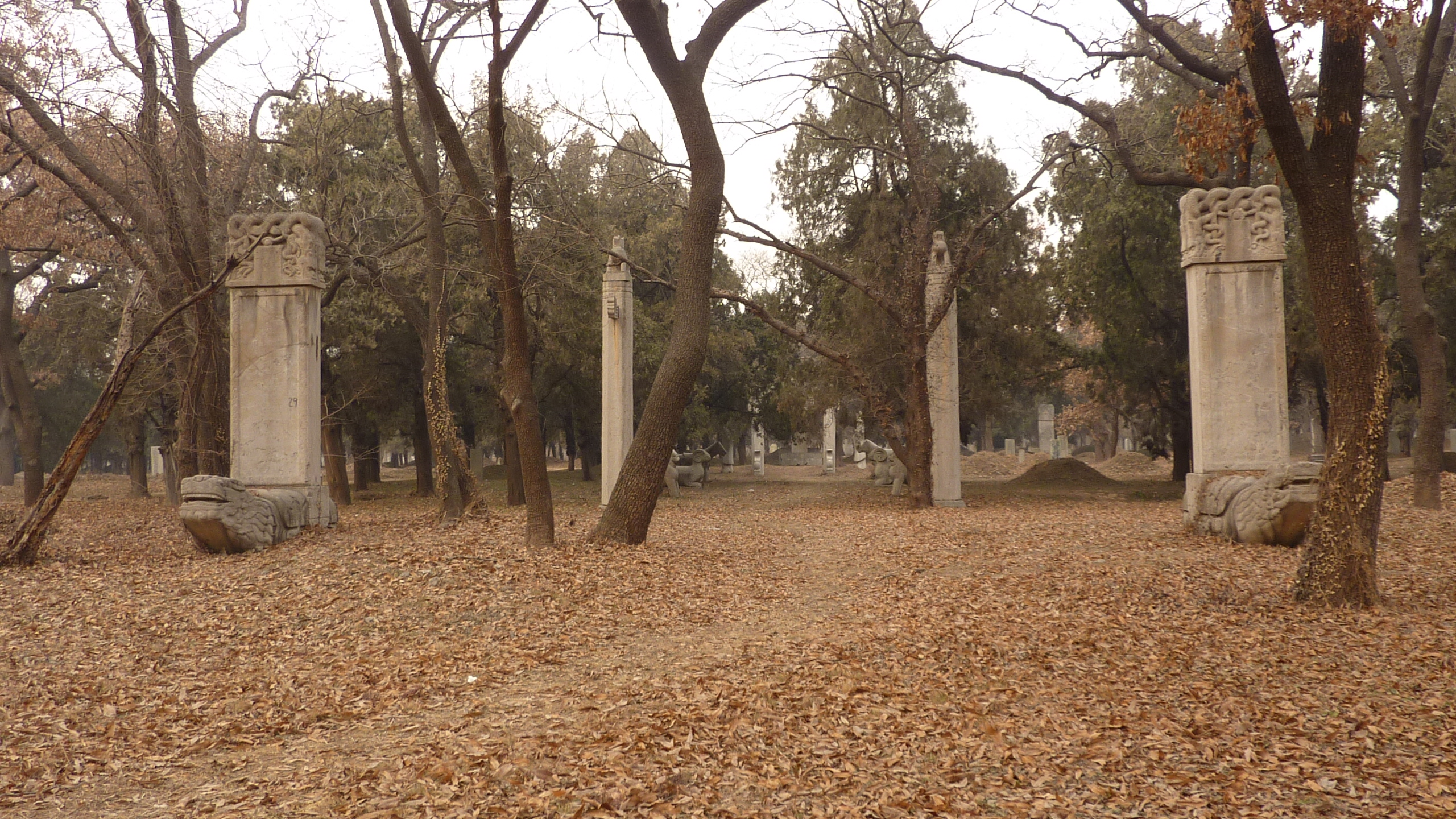
孔毓珣之墓,位于曲阜孔林

孔毓珣（？—1730年），字东美，山东曲阜人，清朝政治人物。孔子六十七代孙。

## 生平
父亲孔恩洪，福建按察使。康熙二十三年（1684年），康熙帝至曲阜釋奠，孔毓珣以諸生陪祀，賜恩贡生。康熙二十九年（1690年），授湖廣武昌府通判。有政绩。历徐州知州。在官七年，多惠政。康熙三十九年（1700年），河道總督張鵬翮以孔毓珣精熟河務，推荐他担任邳睢同知。康熙四十三年（1704年），转任山西平陽府知府，未任，改为雲南順寧府知府。康熙四十六年（1707年），調任開化府，以为母丁憂去官。康熙五十年（1711年），服終，担任四川龍安府知府。康熙五十五年（1716年），迁湖广上荆南道，任内兴修水利，筑“孔公堤”。康熙五十六年（1717年），擢广西按察使。康熙五十七年（1718年），授四川布政使。西藏用兵，孔毓珣轉餉出察木多，重築灌江口堰。康熙六十一年（1722年），擢廣西巡撫。雍正元年（1723年）加授广西总督，雍正二年（1724年），随即调两广总督。雍正三年（1725年），加兵部尚書銜。雍正五年（1727年），官至江南河道总督。任内去世，諡溫僖。

## 延伸阅读
[在维基数据编辑]
 《清史稿·卷292》，出自趙爾巽《清史稿》